# Giro d'Italia
Giro d'Italia je druhý nejstarší a jeden z nejtěžších cyklistických etapový závodů, založený v roce 1909. Jeho délka obvykle činí 2500–4000 km v 10–22 etapách. Tradičně se koná v květnu jako první z trojice Giro – Tour – Vuelta, v roce 2020 se po odkladech všech těchto tří etapových závodů kvůli pandemii covidu-19 jel jako druhý v pořadí (po Tour de France) v říjnu, od 3. do 25. 10. 
Vedoucí závodník celkového pořadí nosí růžový trikot (maglia rosa). Podobně jako u jeho protějšku, žlutého trikotu z Tour de France, je i zde prapůvod v barvě papíru pořadatele – deníku Gazzetta dello Sport.
Třem závodníkům v minulosti se podařilo vyhrát Giro pětkrát. Byli to Alfredo Binda, Fausto Coppi a Eddy Merckx. Nejvíc etapových vítězství dokázal v letech 1989–2003 nasbírat Mario Cipollini – celkem projel jako první cílem 42×.

## Vícenásobní vítězové

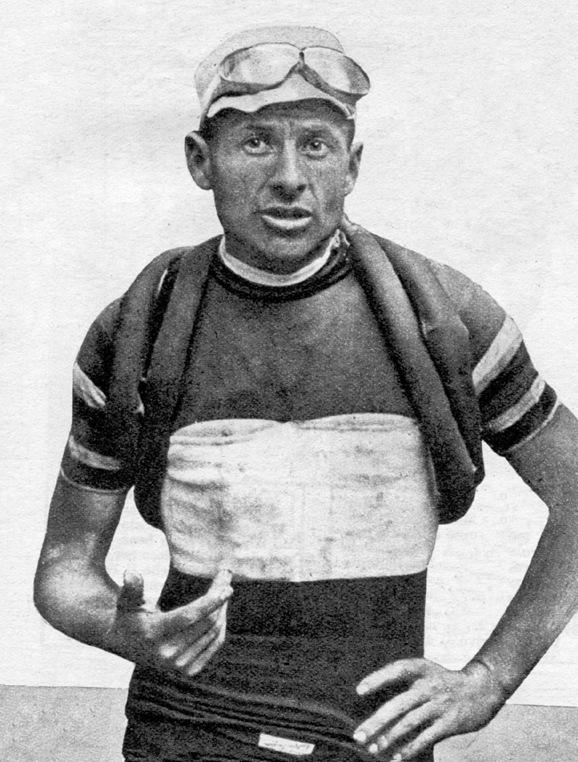
Alfredo Binda Itálie – 5× vítěz
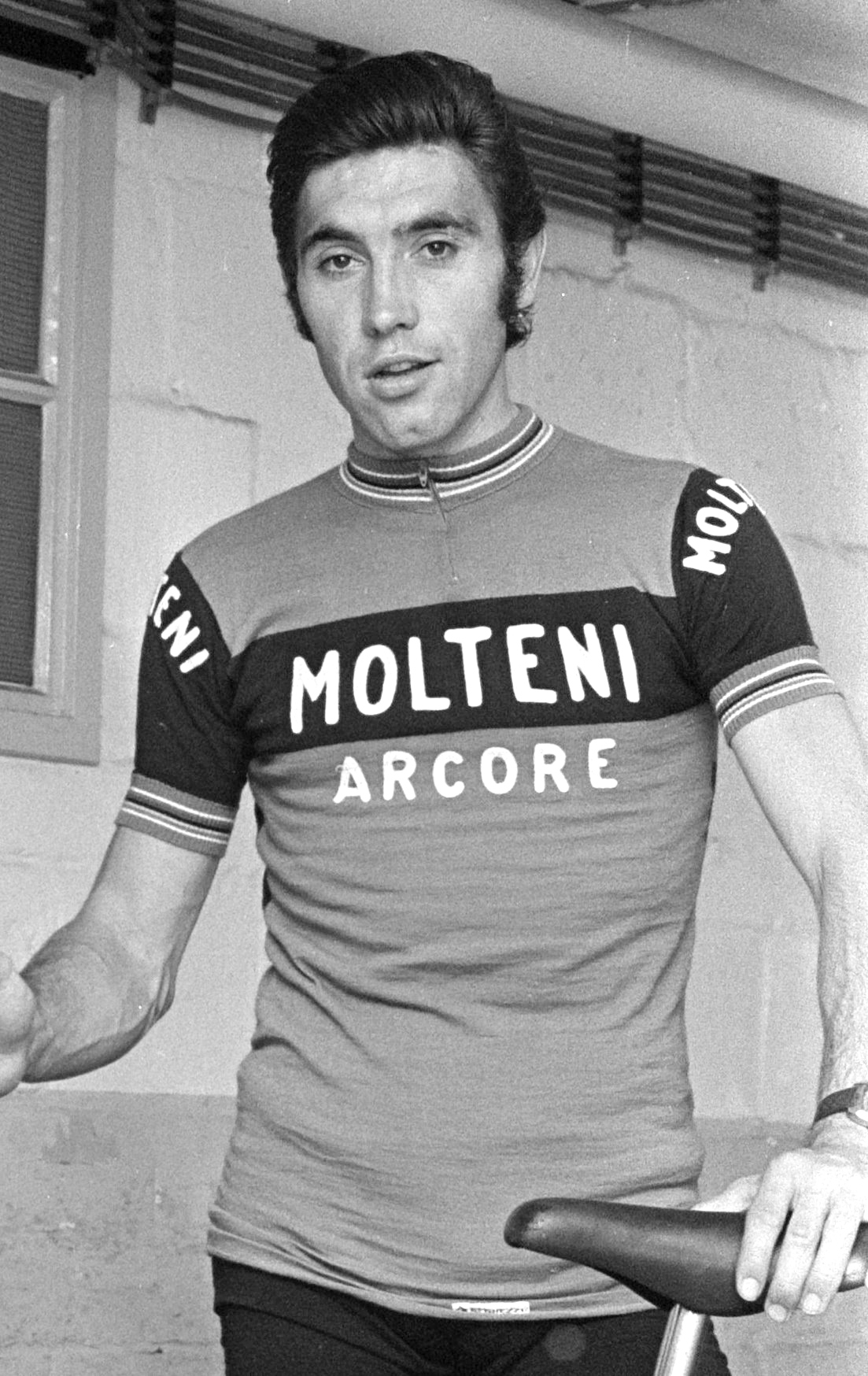
Eddy Merckx Belgie – 5× vítěz
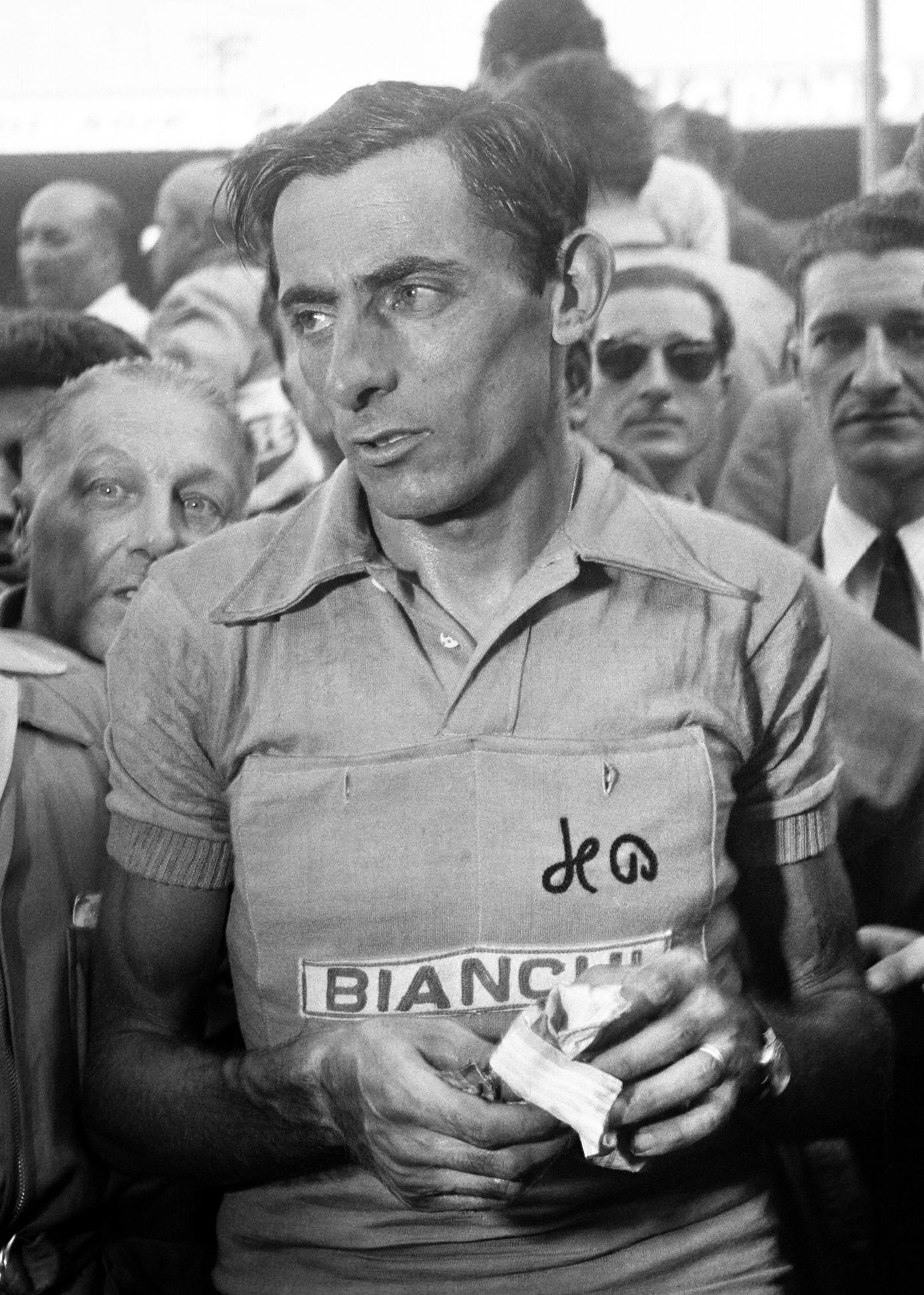
Fausto Coppi Itálie – 5× vítěz
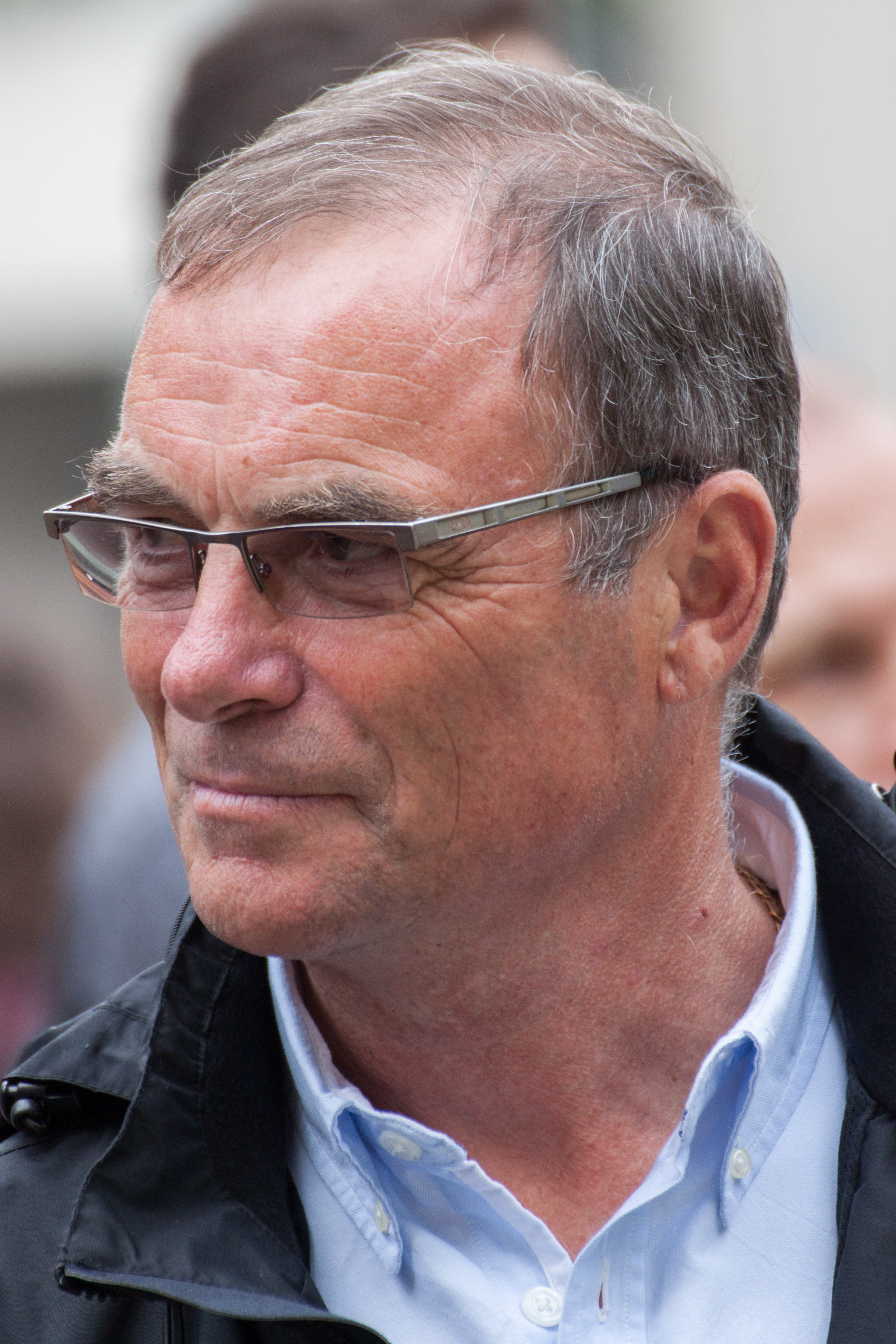
Bernard Hinault Francie – 3× vítěz.
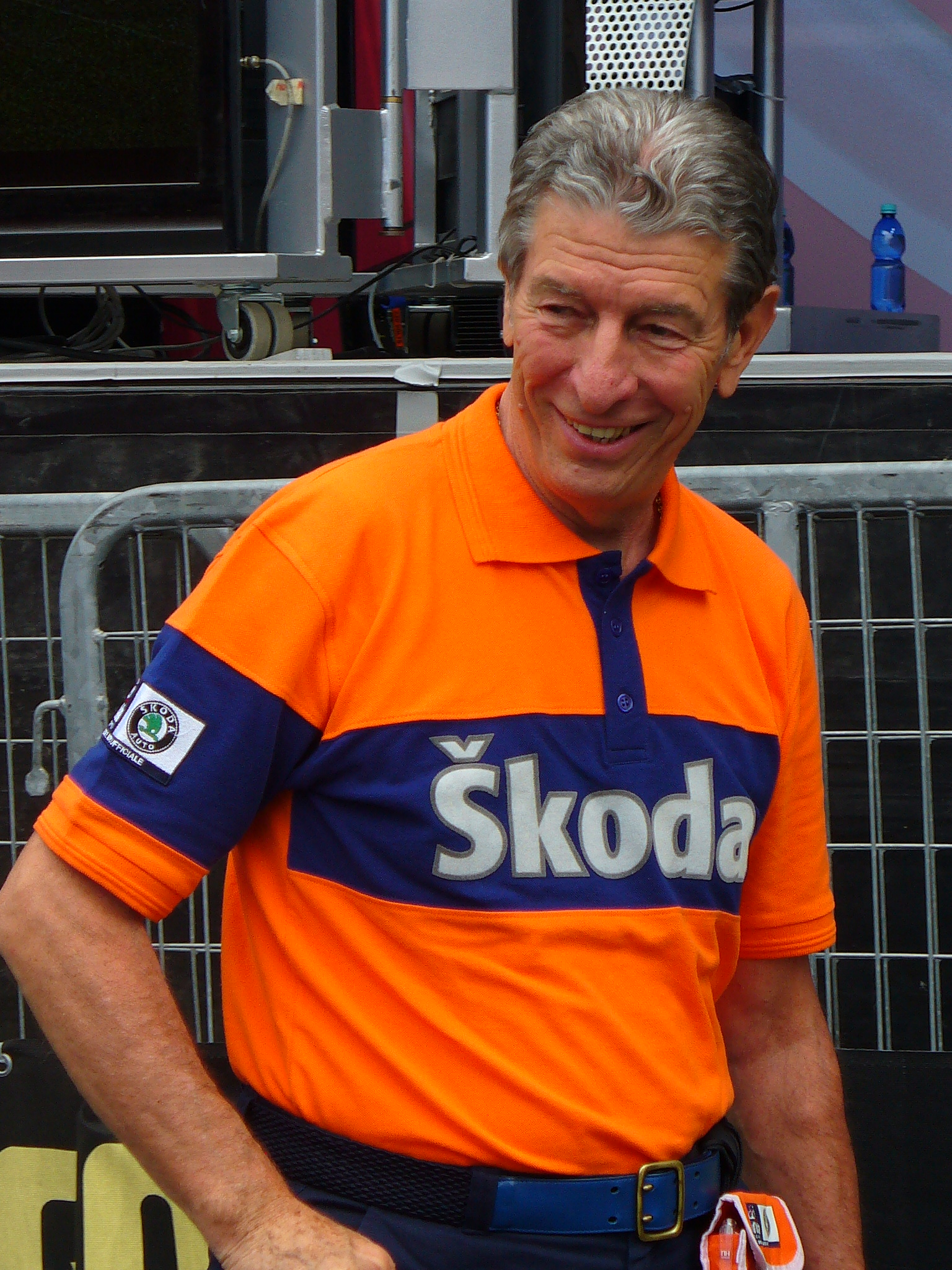
Felice Gimondi Itálie – 3× vítěz
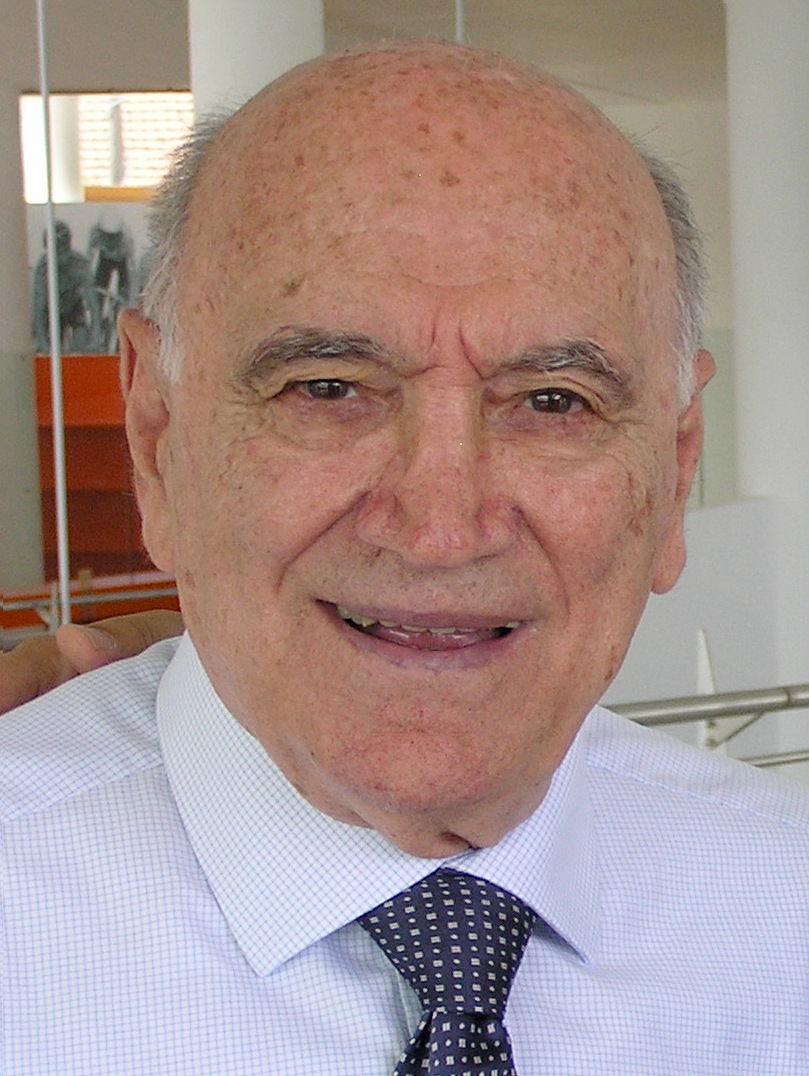
Fiorenzo Magni Itálie – 3× vítěz
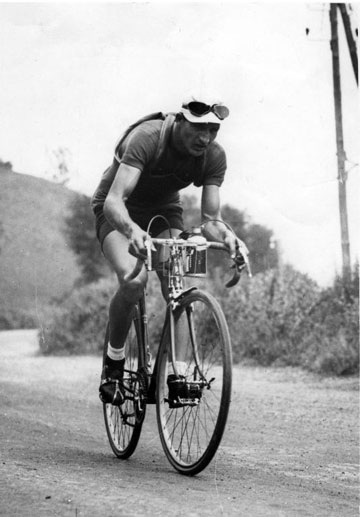
Gino Bartali Itálie – 3× vítěz
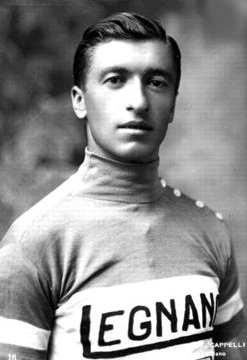
Giovanni Brunero Itálie – 3× vítěz
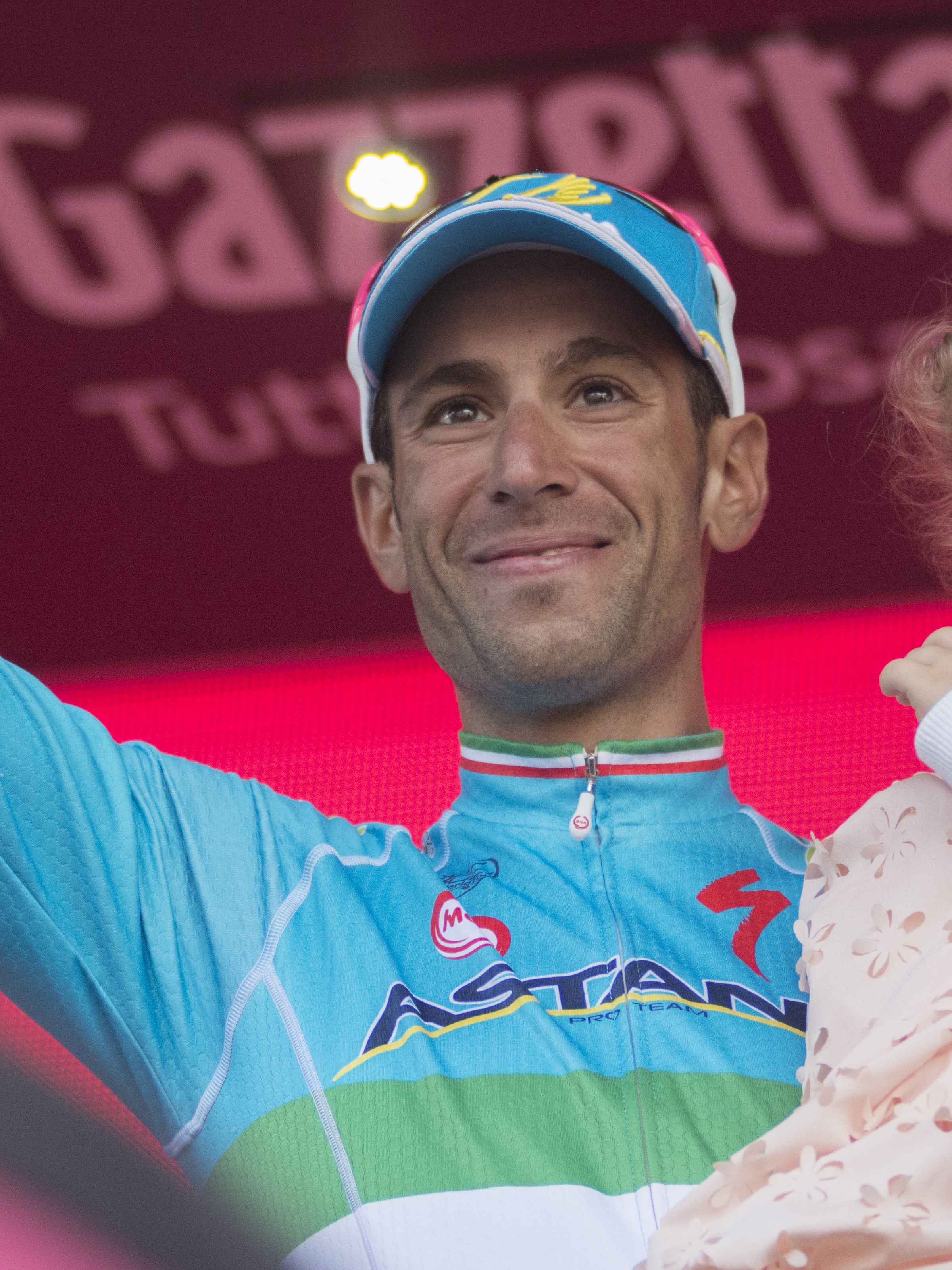
Vincenzo Nibali Itálie – 2× vítěz

| Ročník | Stát               | Cyklista            | Tým                      |
| ------ | ------------------ | ------------------- | ------------------------ |
| 1909   | Itálie             | Luigi Ganna         |                          |
| 1910   | Itálie             | Carlo Galetti       |                          |
| 1911   | Itálie             | Carlo Galetti       |                          |
| 1912   | Itálie             | Atala–Dunlop        |                          |
| 1913   | Itálie             | Carlo Oriani        |                          |
| 1914   | Itálie             | Alfonso Calzolari   |                          |
| 1915   | Nejelo se          | Nejelo se           | Nejelo se                |
| 1916   | Nejelo se          | Nejelo se           | Nejelo se                |
| 1917   | Nejelo se          | Nejelo se           | Nejelo se                |
| 1918   | Nejelo se          | Nejelo se           | Nejelo se                |
| 1919   | Itálie             | Costante Girardengo |                          |
| 1920   | Itálie             | Gaetano Belloni     |                          |
| 1921   | Itálie             | Giovanni Brunero    |                          |
| 1922   | Itálie             | Giovanni Brunero    |                          |
| 1923   | Itálie             | Costante Girardengo |                          |
| 1924   | Itálie             | Giuseppe Enrici     |                          |
| 1925   | Itálie             | Alfredo Binda       |                          |
| 1926   | Itálie             | Giovanni Brunero    |                          |
| 1927   | Itálie             | Alfredo Binda       |                          |
| 1928   | Itálie             | Alfredo Binda       |                          |
| 1929   | Itálie             | Alfredo Binda       |                          |
| 1930   | Itálie             | Luigi Marchisio     |                          |
| 1931   | Itálie             | Francesco Camusso   |                          |
| 1932   | Itálie             | Antonio Pesenti     |                          |
| 1933   | Itálie             | Alfredo Binda       |                          |
| 1934   | Itálie             | Learco Guerra       |                          |
| 1935   | Itálie             | Vasco Bergamaschi   |                          |
| 1936   | Itálie             | Gino Bartali        |                          |
| 1937   | Itálie             | Gino Bartali        |                          |
| 1938   | Itálie             | Giovanni Valetti    |                          |
| 1939   | Itálie             | Giovanni Valetti    |                          |
| 1940   | Itálie             | Fausto Coppi        |                          |
| 1941   | Nejelo se          | Nejelo se           | Nejelo se                |
| 1942   | Nejelo se          | Nejelo se           | Nejelo se                |
| 1943   | Nejelo se          | Nejelo se           | Nejelo se                |
| 1944   | Nejelo se          | Nejelo se           | Nejelo se                |
| 1945   | Nejelo se          | Nejelo se           | Nejelo se                |
| 1946   | Itálie             | Gino Bartali        |                          |
| 1947   | Itálie             | Fausto Coppi        |                          |
| 1948   | Itálie             | Fiorenzo Magni      |                          |
| 1949   | Itálie             | Fausto Coppi        |                          |
| 1950   | Švýcarsko          | Hugo Koblet         |                          |
| 1951   | Itálie             | Fiorenzo Magni      |                          |
| 1952   | Itálie             | Fausto Coppi        |                          |
| 1953   | Itálie             | Fausto Coppi        |                          |
| 1954   | Švýcarsko          | Carlo Clerici       |                          |
| 1955   | Itálie             | Fiorenzo Magni      |                          |
| 1956   | Lucembursko        | Charly Gaul         |                          |
| 1957   | Itálie             | Gastone Nencini     |                          |
| 1958   | Itálie             | Erco Baldini        |                          |
| 1959   | Lucembursko        | Charly Gaul         |                          |
| 1960   | Francie            | Jacques Anquetil    |                          |
| 1961   | Francie            | Arnaldo Pambianco   |                          |
| 1962   | Itálie             | Franco Balmamion    |                          |
| 1963   | Itálie             | Franco Balmamion    |                          |
| 1964   | Francie            | Jacques Anquetil    |                          |
| 1965   | Itálie             | Vittorio Adorni     |                          |
| 1966   | Itálie             | Gianni Motta        |                          |
| 1967   | Itálie             | Felice Gimondi      |                          |
| 1968   | Belgie             | Eddy Merckx         |                          |
| 1969   | Itálie             | Felice Gimondi      |                          |
| 1970   | Belgie             | Eddy Merckx         |                          |
| 1971   | Švédsko            | Gösta Pettersson    |                          |
| 1972   | Belgie             | Eddy Merckx         |                          |
| 1973   | Belgie             | Eddy Merckx         |                          |
| 1974   | Belgie             | Eddy Merckx         |                          |
| 1975   | Itálie             | Fausto Bertoglio    |                          |
| 1976   | Itálie             | Felice Gimondi      |                          |
| 1977   | Belgie             | Michel Pollentier   |                          |
| 1978   | Belgie             | Johan de Muynck     |                          |
| 1979   | Itálie             | Giuseppe Saronni    |                          |
| 1980   | Francie            | Bernard Hinault     |                          |
| 1981   | Itálie             | Giovanni Battaglin  |                          |
| 1982   | Francie            | Bernard Hinault     |                          |
| 1983   | Itálie             | Giuseppe Saronni    |                          |
| 1984   | Itálie             | Francesco Moser     |                          |
| 1985   | Francie            | Bernard Hinault     |                          |
| 1986   | Itálie             | Roberto Visentini   |                          |
| 1987   | Irsko              | Stephen Roche       |                          |
| 1988   | USA                | Andrew Hampsten     |                          |
| 1989   | Francie            | Laurent Fignon      |                          |
| 1990   | Itálie             | Gianni Bugno        |                          |
| 1991   | Itálie             | Franco Chioccioli   |                          |
| 1992   | Španělsko          | Miguel Indurain     | Banesto                  |
| 1993   | Španělsko          | Miguel Indurain     | Banesto                  |
| 1994   | Rusko              | Jevgenij Berzin     |                          |
| 1995   | Švýcarsko          | Tony Rominger       |                          |
| 1996   | Rusko              | Pavel Tonkov        |                          |
| 1997   | Itálie             | Ivan Gotti          |                          |
| 1998   | Itálie             | Marco Pantani       |                          |
| 1999   | Itálie             | Ivan Gotti          |                          |
| 2000   | Itálie             | Stefano Garzelli    |                          |
| 2001   | Itálie             | Gilberto Simoni     | Lampre–Daikin            |
| 2002   | Itálie             | Paolo Savoldelli    |                          |
| 2003   | Itálie             | Gilberto Simoni     | Saeco Macchine per Caffè |
| 2004   | Itálie             | Damiano Cunego      | Saeco Macchine per Caffè |
| 2005   | Itálie             | Paolo Savoldelli    |                          |
| 2006   | Itálie             | Ivan Basso          | Team CSC                 |
| 2007   | Itálie             | Danilo Di Luca      | Liquigas                 |
| 2008   | Španělsko          | Alberto Contador    | Astana                   |
| 2009   | Rusko              | Děnis Meňšov        | Rabobank                 |
| 2010   | Itálie             | Ivan Basso          | Liquigas–Doimo           |
| 2011   | Itálie             | Michele Scarponi    | Lampre–ISD               |
| 2012   | Kanada             | Ryder Hesjedal      | Garmin–Barracuda         |
| 2013   | Itálie             | Vincenzo Nibali     | Astana                   |
| 2014   | Kolumbie           | Nairo Quintana      | Movistar Team            |
| 2015   | Španělsko          | Alberto Contador    | Tinkoff–Saxo             |
| 2016   | Itálie             | Vincenzo Nibali     | Astana                   |
| 2017   | Nizozemsko         | Tom Dumoulin        | Team Sunweb              |
| 2018   | Spojené království | Chris Froome        | Team Sky                 |
| 2019   | Ekvádor            | Richard Carapaz     | Movistar Team            |
| 2020   | Spojené království | Tao Geoghegan Hart  | Ineos Grenadiers         |
| 2021   | Kolumbie           | Egan Bernal         | Ineos Grenadiers         |
| 2022   | Austrálie          | Jai Hindley         | Bora–Hansgrohe           |
| 2023   | Slovinsko          | Primož Roglič       | Team Jumbo–Visma         |
| 2024   | Slovinsko          | Tadej Pogačar       | UAE Team Emirates        |
| 2025   | Spojené království | Simon Yates         | Visma–Lease a Bike       |

## Nejvíce vítězství
| Cyklista         | Stát    | Počet | Rok                          | Etapová prvenství |
| ---------------- | ------- | ----- | ---------------------------- | ----------------- |
| Alfredo Binda    | Itálie  | 5x    | 1925, 1927, 1928, 1929, 1933 | 41x               |
| Eddy Merckx      | Belgie  | 5x    | 1968, 1970, 1972, 1973, 1974 | 24x               |
| Fausto Coppi     | Itálie  | 5x    | 1940, 1947, 1949, 1952, 1953 | 22x               |
| Bernard Hinault  | Francie | 3x    | 1980, 1982, 1985             | 6x                |
| Felice Gimondi   | Itálie  | 3x    | 1967, 1969, 1976             | 6x                |
| Fiorenzo Magni   | Itálie  | 3x    | 1948, 1951, 1955             | 4x                |
| Gino Bartali     | Itálie  | 3x    | 1936, 1937, 1946             | 17x               |
| Giovanni Brunero | Itálie  | 3x    | 1921, 1922, 1926             | 5x                |

## Starty mimo Itálii
- 1965  San Marino
- 1966  Monako (Monte Carlo)
- 1973  Belgie (Verviers)
- 1974  Vatikán
- 1996  Řecko (Atény)
- 1998  Francie (Nice)
- 2002  Nizozemsko (Groningen)
- 2006  Belgie (Seraing)
- 2010  Nizozemsko (Amsterdam)
- 2012  Dánsko (Herning)
- 2014  Severní Irsko (Belfast)
- 2016  Nizozemsko (Apeldoorn)
- 2018  Izrael (Jeruzalém)[5]
- 2022  Maďarsko (Budapešť)
- 2025  Albánie (Durrës)